# Algama
L'Algama (in russo Алгама?; anche Algoma) è un fiume della Russia siberiana orientale, affluente di destra del Gonam nel bacino idrografico dell'Učur. Scorre nel Nerjungrinskij rajon e nell'Aldanskij ulus della Sacha-Jakuzia, e nell'Ajano-Majskij rajon del Territorio di Chabarovsk.
Nasce dal versante settentrionale dei monti Stanovoj, scorrendo poi attraverso l'altopiano dell'Aldan in direzione nord-est, in una zona quasi disabitata, ricca di laghi (se ne contano circa 1.500), il maggiore lago del bacino è il Bol'šoe Toko. Sfocia nel Gonam a 3,5 km dalla foce. La lunghezza del fiume è di 426 km, il bacino imbrifero è di 21 500 km². I maggiori affluenti sono il Tuksani (90 km) e l'Idjum (317 km), provenienti entrambi dalla destra idrografica.
Il fiume è gelato, mediamente, da fine ottobre ai primi di maggio.